# Игнатавичюс, Альгис
Альгимантис (Альгис) Игнатавичюс (лит. Algimantis (Algis) Ignatavicius; 11 октября 1932, Каунас — 16 мая 2022) — австралийский баскетболист. Участник летних Олимпийских игр 1956 года.

## Биография
Альгис Игнатавичюс родился 11 октября 1932 года (по другим данным, 1931 года) в литовском городе Каунас.
После окончания Второй мировой войны вместе с семьёй был отправлен в лагерь для перемещённых на территории Германии. После четырёх лет пребывания в нём эмигрировали в Австралию. Семья поселилась в Аделаиде.
В 1951—1955 годах играл в баскетбол за сборную Южной Австралии, в составе которой в 1953 году стал чемпионом страны.
Отличался точностью бросков.
В 1956 году вошёл в состав сборной Австралии по баскетболу на летних Олимпийских играх в Мельбурне, занявшей 12-е место. Провёл 7 матчей, набрал 81 очко (26 в матче со сборной Таиланда, 17 — с Сингапуром, 14 — с Бразилией, 13 — с Чили, 9 — с Тайванем, 2 — с Канадой).
Умер 16 мая 2022 года.